# Juan Gutiérrez de la Concha
Juan Antonio Gutiérrez de la Concha y Mazón (Esles, Cantàbria, 3 d'octubre de 1760 – Cabeza de Tigre, Província de Córdoba, Virregnat del Riu de la Plata, 26 d'agost de 1810) fou un oficial de marina i militar espanyol amb una llarga trajectòria en el Virregnat del Riu de la Plata, que va arribar a governador de Córdoba (Argentina), i va morir afusellat per ordre de la Primera Junta, per lleialtat a la corona espanyola.
Va néixer a Esles el 3 d'octubre de 1760, fill de Juan Gutiérrez de la Concha i de María Mazón de la Sierra, ambdós de la mateixa localitat.
Va cursar estudis de nàutica i va obtenir plaça de guardiamarina a Cadis el 1775. Va ser ascendit a alferes de fragata el 1777 i de nau el 1781. Va participar en les expedicions d'Argel entre 1783 i 1784 sota el comandament de Barceló.
Va arribar a Buenos Aires poc abans de 1790. Va liderar una important expedició naval a les costes patagones el 1795, explorant la zona entre els rius Negro i Deseado. Va donar nom als llocs que va reconèixer, com la península Valdés, pel cognom del ministre espanyol de marina.
Fou assignat al port de Carmen de Patagones i després al de Montevideo. Per ordre del governador Pascual Ruiz Huidobro, el 1806 va acompanyar a Santiago de Liniers i de Bremond a la campanya en contra de les invasions angleses. Fou el comandant del Batalló d'Arribeños i, més tard, va reorganitzar la marina de guerra virregnal.
El setembre de 1807, el virrei Liniers el va nomenar governador de Córdoba, càrrec que va ocupar des del desembre d'aquest any. Es va implicar en discussions amb el partit del Degà Gregorio Funes. Var organitzar un batalló de milícies locals, que va posar a les ordres del futur cabdill José Javier Díaz. També va millorar el camí i les postes cap a La Rioja i va intentar l'explotació del mineral de plata a Famatina. Quan Liniers va ser reemplaçat per Baltasar Hidalgo de Cisneros, el va ajudar a instal·lar-se a Córdoba.
El 1810, quan es va conèixer la notícia de la Revolució de Maig va reunir una assemblea de notables, que va resoldre organitzar la resistència contra els revolucionaris portenys. Es va preparar per a lluitar i va ordenar reclutar forces, desobeint l'autoritat de la Primera Junta. El partit realista, però, va quedar aïllat i les tropes de Díaz es van negar a seguir-lo.
A l'agost va arribar l'expedició comandada per Francisco Ortiz de Ocampo, i Gutíerrez de la Concha i altres realistes van haver de fugir cap al nord. Poc després va ser capturat, juntament amb el bisbe Rodrigo de Orellana, els ex governadors Allende y Rodríguez, i el comptador Moreno. En un altre lloc Liniers també va ser capturat.
Ocampo i el seu delegat polític Hipólito Vieytes van decidir desobeir l'ordre d'afusellar-los i els van enviar a Buenos Aires. En arribar, però, la notícia a la capital, la Junta va reiterar l'ordre i envià el vocal Juan José Castelli al nord per a fer-la complir.
Fou afusellat pels insurgents argentins el 1810 a l'extrem sud de la província de Córdoba juntament amb Liniers, Allende, Rodríguez i Moreno. Les seves restes, amb les de Liniers, van ser traslladades pel bergantí General Gravina i enterrats al Panteó de Marines Il·lustres de San Fernando, el 10 de juliol de 1864.